# シノペのアキラ
シノペのアキラ、アキューラス（Aquila of Sinope, Aquila Ponticus, Ακύλας, Akylas, עקילס）は2世紀のポントゥス人で、ユダヤ教に改宗してユダヤ人となり、ミクラーのギリシア語訳を行った。
現在断片のみが伝わっている。